# Ponerorchis brevicalcarata
Ponerorchis brevicalcarata là một loài thực vật có hoa trong họ Lan. Loài này được (Finet) Soó miêu tả khoa học đầu tiên năm 1966.